# Michel Pichard
Pour les articles homonymes, voir Pichard.
Michel Pichard (La Rochelle, 27 juin 1918 - Paris, 11 septembre 1989) est un résistant français, Compagnon de la Libération. Désertant l'armée de Vichy, il s'engage dans les forces françaises libres et au sein du Bureau des opérations aériennes du BCRA, il joue un rôle important dans la préparation de terrains de parachutages sur tout le territoire français.

## Biographie

### Jeunesse et engagement
Michel Pichard naît le 27 juin 1918 à La Rochelle en Charente-Maritime d'un père armateur et directeur de la branche sauvetage de la compagnie "Les Abeilles". Après son baccalauréat, il commence des études de droit mais est appelé au service militaire en 1938. Il effectue celui-ci dans l'artillerie mais est réformé en avril 1939.

### Seconde Guerre mondiale
Au moment de la mobilisation de septembre 1939, Michel Pichard demande à être réintégré et est reconnu apte au service. Il est affecté à l'École de l'artillerie à Fontainebleau mais celle-ci se repliant en direction de Bordeaux devant l'avancée allemande, Pichard n'a pas l'occasion de combattre. Alors que son unité s'est arrêtée à Poitiers, il apprend la signature de l'armistice du 22 juin 1940 et décide de poursuivre la lutte. Il fuit le jour même vers la côte atlantique et le 24 juin au Verdon-sur-Mer, il embarque sur l'aviso La Boudeuse qui appareille pour Casablanca. Débarqué le 28 juin, il est affecté au 63e régiment d'artillerie d'Afrique de l'armée d'armistice à Meknès mais en septembre, un rapport en provenance de France l'accuse d'avoir déserté l'école d'artillerie. Il est donc condamné à trois mois de prison et dégradé. Tentant à plusieurs reprises de s'évader, sa peine est allongée mais il finit par réussir à s'échapper en juillet 1941. Après cinq jours de marche dans le désert marocain, il parvient à Tanger où il embarque clandestinement dans un navire à destination de Gibraltar d'où il peut rejoindre la Grande-Bretagne.
Dès son arrivée à Londres en août 1941, Michel Pichard s'engage dans les forces françaises libres. Promu aspirant, il est affecté au BCRA et commence un entraînement en vue de participer à des missions spéciales en Europe. Mais en septembre, lors d'un exercice de sabotage, il est grièvement blessé à la main et doit être immobilisé pendant six mois. Parvenant à se faire réintégrer au BCRA, il termine sa préparation en août 1942. Il est affecté à la confrérie Notre-Dame du colonel Rémy et débarque dans le sud de la Bretagne en janvier 1943 avant de rejoindre Paris. Il travaille ensuite pour l'Organisation civile et militaire puis, passant de la branche renseignement à la branche action du BCRA, il est affecté en mai au Bureau des opérations aériennes au sein duquel il est chargé du repérage des terrains de parachutages et de la formation des équipes,. Devenu responsable national du BOA en juillet 1943, Michel Pichard doit quelques mois plus tard reconstituer entièrement son réseau après l'arrestation du personnel de son bureau parisien le 21 mars 1944 alors qu'il était en déplacement à Londres,. Pour des raisons de sécurité, il déplace alors son quartier-général à Vesoul. Décoré de la Croix de la Libération en juin, il retourne en Bretagne le mois suivant pour préparer des terrains de parachutages au profit des SAS français du 2e régiment de chasseurs parachutistes qui interviennent dans cette région,. Il est ensuite envoyé en Haute-Marne où il organise des parachutages permettant d'armer les maquis locaux,. De septembre 1944 à janvier 1946, Michel Pichard est affecté à la direction générale des études et recherches. Il termine sa carrière militaire avec le grade de capitaine.

### Après-guerre
Installé aux États-Unis, Michel Pichard exerce la fonction de fondé de pouvoir dans une banque de New-York puis part pour le Canada en 1959. Il revient en France en 1962 et devient négociant en produits tropicaux. 
Michel Pichard meurt le 11 septembre 1989 à Paris et est inhumé au cimetière de Janval à Dieppe.

## Décorations
|  |  |  |
|  |  |  |

| Officier de la Légion d'honneur                  | Officier de la Légion d'honneur                  | Compagnon de la Libération                              | Compagnon de la Libération                              | Croix de guerre 1939-1945                 | Croix de guerre 1939-1945                 |
| Médaille de la Résistance française Avec rosette | Médaille de la Résistance française Avec rosette | Membre de l'Ordre de l'Empire britannique (Royaume-Uni) | Membre de l'Ordre de l'Empire britannique (Royaume-Uni) | Officier de l'Ordre de Léopold (Belgique) | Officier de l'Ordre de Léopold (Belgique) |

## Publications
- Michel Pichard, L'espoir des ténèbres : Parachutages sous l'occupation, Paris, Erti, 1990, 358 p. (ISBN 2-903524-32-7).